# Amatőr
Az amatőr (a francia amateur „szerető, kedvelő” szóból, az aimer „szeretni” igéből) vagy műkedvelő olyan személy, aki nem foglalkozásszerűen, hanem kedvtelésből – hivatalos (szak)képesítés nélkül – végez adott tevékenységet. Az amatőrök tevékenységüket hivatásszerűen nem végezhetik, kivétel ez alól a sport a művészetek és a rádióamatőrködés.
Az amatőr szót a tolvajnyelv használja becsmérlésként is, ha valaki munkájában vagy egyéb területen az elvárhatóhoz képest rosszabbul teljesít. (Pl. De amatőr vagy!)
Rokon kifejezése a dilettáns. Ennek eredetije az olasz dilettante „(mű)kedvelő, amatőr játékos”, amelyet nálunk szintén gyakran pejoratíve használnak. Az olaszban létezik még az amatore, amely a fönti szinonimája, de eredetileg az is rosszalló árnyalat nélküli kifejezés.

## Amatőr sport
Megkülönböztetünk amatőr és profi sportolókat. A sportolók jogállásáról a 2000. évi CXLV törvény rendelkezik:

„Az amatőr sportoló sporttevékenységéért a sportszervezettől díjazásban nem részesülhet.”

A legtöbb nemzetközi verseny szigorúan csak amatőr sportolóknak van meghirdetve. Ilyen rendezvények például az ötkarikás játékok, valamint európa- és világbajnokságok többsége (természetesen profik körében is rendeznek világbajnokságokat).

Az amatőr sportolók valamely szakági szövetséggel, illetve azon belül egyesületekkel állnak kapcsolatban.

## Amatőr művészet
Művészeti alkotások (festészet,szobrászat,faragások,grafika,irott művek..stb)...létrehozásának nem feltétele a művészeti képzettség,bárki,akinek arra megfelelő képessége,kézügyessége van,létrehozhat kimagasló értékű művészeti alkotásokat. Ezek is rendszerint a szerzői jog hatálya alá tartoznak,kezelésük ugyanolyan feltélekkel kell hogy történjen.